# Lepidopora polystichopora
Lepidopora polystichopora is een hydroïdpoliep uit de familie Stylasteridae. De poliep komt uit het geslacht Lepidopora. Lepidopora polystichopora werd in 1985 voor het eerst wetenschappelijk beschreven door Cairns. 